# جان لوری (هنرمند)
جان لوری (انگلیسی: John Lurie؛ زادهٔ ۱۴ دسامبر ۱۹۵۲) یک موسیقی‌دان، نقاش، هنرپیشه، کارگردان و تهیه‌کننده فیلم اهل ایالات متحده آمریکا است. او گروه موسیقی جاز The Lounge Lizards بنیان‌گذاری کرد، و در ۱۹ فیلم از جمله عجیب‌تر از بهشت و مغلوب قانون بازی کرد و برای۲۰ اثر تلویزیونی و سینمایی موسیقی ساخت اجرا کرد، و همچنین در زمینهٔ تهیه‌کنندگی و کارگردانی فعالیت کرد؛ و در سریال تلویزیونی Fishing with John ایفای نقش کرد. در سال ۱۹۹۶ برای موسیقی متن فیلم برای کوتوله را بگیرید نامزد دریافت جایزه گرمی شد، و آلبومThe Legendary Marvin Pontiac: Greatest Hits او توسط منتقدین و نوازندگان دیگر مورد تحسین قرار گرفته‌است.
لوری از سال ۲۰۰۰، از نشانه‌های مربوط به «بیماری مزمن لایم» رنج می‌برد؛ و او توجه خود را به نقاشی معطوف کرده‌است. آثار هنری او در گالری‌ها و موزه‌ها در سراسر جهان به نمایش گذاشته شده‌است. نقاشی بدوی او با نامBear Surprise در سال ۲۰۰۶ به یک یادبود اینترنتی تبدیل شد.

## اوایل زندگی
لوری در مینیاپولیس متولد شد و به همراه برادرش ایوان و خواهرش لیز در نیواورلئان و ورشستر، ماساچوست بزرگ شدند.
در دبیرستان، لوری بسکتبال بازی می‌کرد و هارمونیکا می‌نواخت؛ و در سال ۱۹۶۸ با Mississippi Fred McDowell و کند هیت در جلسات جم شرکت کرد. او به‌طور خلاصه در گروهی از بوستون هارمونیکا می‌نواخت اما خیلی زود به گیتار روی آورد و در نهایت ساکسیفون نواخت.
پس از دبیرستان، لوری در ایالات متحده به سمت برکلی، کالیفرنیا حرکت کرد. وی در سال ۱۹۷۴ به نیویورک نقل مکان کرد، و سپس به لندن رفت و برای اولین بار ساکسیفون خود را در گالری Acme اجرا کرد.

## موسیقی

### مارمولک‌های سالن
در سال ۱۹۷۸ جان با برادرش اِوِن لوری، گروه مارمولک‌های سالن را تشکیل داد. آنها تنها اعضای ثابت گروه در پی تغییرات زیاد اعضای آن بودند.
رابرت پالمر از نیویورک تایمز این گروه را به این صورت توصیف کرد: «قلمرو جدیدی از غرب مینگوس، در شرق برنارد هیرمن». در حالی که در اصل تا حدودی طنزآمیز یک موسیقی «جاز جعلی» توسط گروه موسیقی پر سروصدای No Wave ساخته شده‌بود، گروه مارمولک‌های سالن به تدریج به ویترین آهنگ‌های پیچیده لوری تبدیل شد. اعضای این گروه شامل گیتاریست‌ها Arto Lindsay , Oren Bloedow , David Tronzo و Marc Ribot و درامرها گرانت کالوین وستون، داگی بون و بیلی مارتین بودند. نوازندگان ویلون‌سل اریک سانکو و تونی گارنیر و نوازندگان گیتار الکتریکی استیون برنشتاین و ساکسیفونیست‌ها روی ناتانسون و مایکل بلک بودند. این گروه به مدت ۲۰ سال موسیقی فعالیت کرد.

### ماروین پونتیاک
در سال ۱۹۹۹ لوری آلبوم The Legendary Marvin Pontiac: Greatest Hits را منتشر کرد، یک مجموعهٔ پس از مرگ شامل آثار یک موسیقیدان آفریقایی-یهودی به نام ماروین پونتیاک، که شخصیت داستانی است که لوری خلق کرد. این آلبوم شامل مشخصات زندگی‌نامه‌ای است که زندگی سخت و نبوغ مشکل‌ساز را توصیف می‌کند، و روی جلد این آلبوم عکسی را نشان می‌دهد که گفته می‌شود یکی از معدود افرادی است که تا کنون از او عکس گرفته شده‌است. لیوی موسیقی آن را ساخت و با جان مادسکی، بیلی مارتین، جی کالوین وستون، مارک ریبوت و تونی شهر آن را اجرا کردند. این آلبوم توسط دیوید بووی، آنجلیک کیدجو، ایگی پاپ، لئونارد کوهن و افراد دیگر ستایش شد.
در سال ۲۰۱۷، پس از گذشت ۱۷ سال، جان لوری اولین آلبومش را با نام Marvin Pontiac The Asylum Tapes را منتشر کرد.

### ارکستر ملی جان لوری

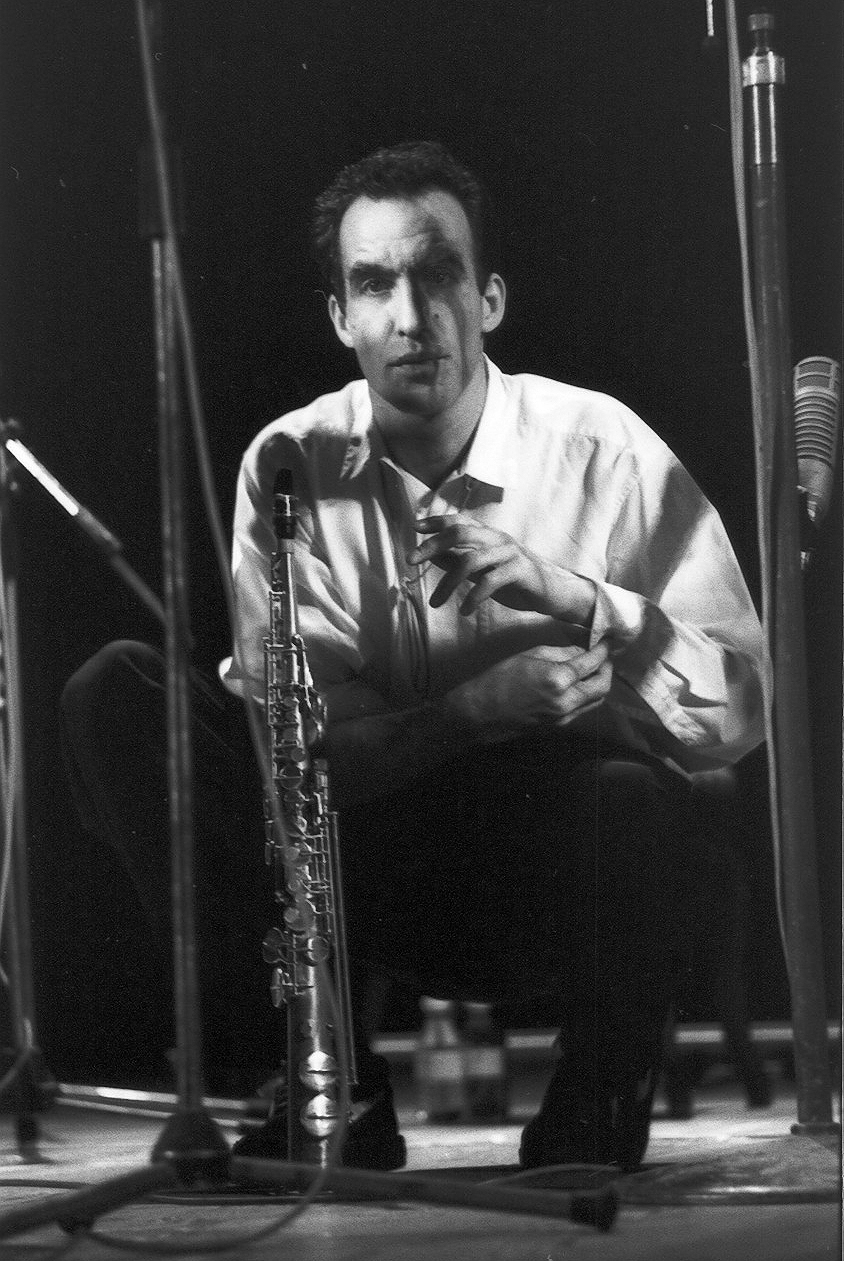
لوری در سال ۱۹۹۲

در کنار تهیهٔ نسخه نهایی Lounge Lizards در اوایل دههٔ ۱۹۹۰، لوری یک گروه کوچک‌تر به نام ارکستر ملی جان لوری را با همراهی لوری با نوازندگی آلتو و سوپرانو ساکسیفون، گرانت کالوین وستون با نوازندگی طبل و بیلی مارتین با نوازندگی کونگا، timbales ,kalimba، و دیگر سازهای کوبه‌ای کوچک تشکیل داد. موسیقی ارکستر برخلاف موسیقی تنظیم‌شده از مارمولک‌های سالن، به شدت بداهه بود و آهنگسازی به هر سه نوازنده واگذار شده بود.

آنها آلبومی را منتشر کردند (Men With Sticks , Crammed Discs 1993) و برای مجموعه تلویزیونی Fishing With John موسیقی ضبط کردند. در فوریه سال ۲۰۱۴، ارکستر The Invention of Animals را منتشر کرد، مجموعه ای از آهنگ‌های استودیویی خارج از چاپ و اجراهای زندهٔ منتشرنشده از دهه ۱۹۹۰. مقاله‌نویس مین مینتر نوشت: 
 این نسخه جدید ممکن است نیاز به ارزیابی مجدد از لوری به عنوان نوازندهٔ ساکسیفون داشته باشد زیرا این نواختن بسیار روان، مبتکر و visceral است - و ارزش تجدید نظر دارد. . . . بی‌واستگی عاطفی نواختن لوری- و همکاران همیشگی او- باعث میخکوب شدن می‌شود. به ساکسیفون او نه به عنوان یک ساز بلکه در عوض به عنوان یک پنجره با یک منظرهٔ شفاف از روح او فکر کنید. 
 جف جکسون از جازیز افزود: «موسیقی حاصل ظرافت، اولیه بودن و جذابیت کامل است.»

## فیلم و تلویزیون
در سال ۱۹۹۳ لوری برای اواخر شب را با کونان اوبراین با هاوارد شور آهنگسازی کرد. آهنگ‌هایی که همچنین هنگامی که اوبراین در برنامهٔ The Tonight Show میزبان آن بود، از آن‌ها استفاده شد. لوری در سال ۱۹۹۸ برچسب موسیقی خود را شکل داد: «Strange & Beautiful Music»، و آلبوم‌های موسیقی متن گروه مارمولک‌های سالن شامل «Queen of All Ears» و «Fishing with John Lurie» را منتشر کرد.
لوری برای بیش از ۲۰ فیلم آهنگ ساخته‌است، از جمله عجیب‌تر از بهشت، مغلوب قانون، قطار مرموز، Clay Pigeons، کارخانه حیوانات و کوتوله را بگیرید که برای آن نامزد دریافت جایزه گرمی شد.
در دهه ۱۹۸۰، لوری در دو فیلم، عجیب‌تر از بهشت و مغلوب قانون به کارگردانی جیم جارموش بازی کرد. وی در ادامه در فیلم‌های قابل توجه دیگری از جمله پاریس، تگزاس و آخرین وسوسه مسیح نیز ایفای نقش کرد. از سال ۲۰۰۱ تا ۲۰۰۳ او در سریال زندان شبکهٔ اچ‌بی‌او و سریال Oz در نقش زندانی گرگ پندرز بازی کرد.
لوری در سال‌های ۱۹۹۱ و ۱۹۹۲ سریال تلویزیونی Fishing with John را کارگردانی کرد، که مهمانان آن افرادی چون تام ویتز، ویلم دفو، مت دیلون، جیم جارموش و دنیس هاپر بودند. این برنامه در IFC و Bravo پخش شد. از آن زمان به بعد این برنامه به عنوان یک اثر کالت کلاسیک شناخته می‌شود و توسط مجموعه کرایتریون بر روی دی‌وی‌دی منتشر شد.

## نقاشی

اسکلت موجود در کمد من به باغ برگشته است (۲۰۰۹)

لوری از دهه ۱۹۷۰ نقاشی می‌کند. بیشتر کارهای اولیهٔ او با آبرنگ و مداد رنگی است، اما در دهه ۲۰۰ کار خود را با رنگ روغن آغاز کرد. وی دربارهٔ هنر خود گفته‌است: «نقاشی‌های من یک توسعهٔ منطقی از آن‌هایی است که ۵۰ سال پیش به یخچال و فریزر با نوار بسته شده‌اند.»
آثار او از ژوئیه سال ۲۰۰۳ به نمایش گذاشته شده‌است، هنگامی که دو اثر در گالری نولان/ایکمن در شهر نیویورک به نمایش گذاشته شد. وی نخستین نمایشگاه گالری انفرادی خود را در ماه می و ژوئن ۲۰۰۴ در گالری آنتون کرن برگزار کرد و متعاقباً آثار خود را در گالری دانیل بلوو در مونیخ، گالری للونگ در زوریخ، گالری گابریل رولت در آمستردام، نمایشگاه بین‌المللی هنری بازل در سالن روبلینگ و مرکز هنرهای معاصر PS1 در نیویورک، موزه هنرهای زیبای مونترال، نمایشگاه هنر NEXT در شیکاگو، مودام لوکزامبورگ، موزه هنرهای معاصر واتاری در توکیو، گالری براون در لس آنجلس و دانشگاه هنرهای فیلادلفیا به نمایش گذاشت. موزه هنرهای مدرن برخی از کارهای او را برای مجموعه دائمی خود به دست آورده‌است.
لوری دو کتاب هنری منتشر کرده‌است. Learn To Draw، تلفیقی از نقاشی‌های سیاه و سفید، توسط والتر کونیگ در ژوئن ۲۰۰۶ منتشر شد. «یک نمونه زیبا از هنر» شامل بیش از ۸۰ بازتولید از آثار او است و توسط PowerHouse Books در سال ۲۰۰۸ منتشر شد.
نقاشی با آبرنگ لوری با عنوان Bear Surprise در وب‌سایت‌های روسی در زمینهٔ میم اینترنتی بسیار زیاد محبوب شد.

## زندگی شخصی
لوری از سال ۲۰۰۰ بیماری سلامتی ناتوان‌کننده‌ای را، که در ابتدا با علایم ناراحتی عصبی ظاهر شد، تجربه کرده‌است. در یک لحظه به او گفته شد که یک سال برای زندگی وقت دارد. پزشکانی که وی در چند سال اول با او مشورت کرده بودند، در مورد تشخیص موافق نبودند، اما تا سال ۲۰۰۶ هشت پزشک جداگانه توافق کردند که این بیماری مزمن لایم است. لوری اظهار داشته‌است: «من لایم پیشرفته دارم.» وی ابتدا در سال ۱۹۹۴ بیمار شد. این بیماری او را از بازیگری یا اجرای موسیقی بازمی‌دارد، بنابراین او وقت خود را صرف نقاشی می‌کند.

## فیلم‌شناسی
| سال     | عنوان                                                        | نقش                 | نکات                                                      |
| ------- | ------------------------------------------------------------ | ------------------- | --------------------------------------------------------- |
| ۱۹۷۸    | Rome '78                                                     | ناشناخته            |                                                           |
| ۱۹۷۹    | مردان در مدار                                                | فضانورد             | همچنین نویسنده و کارگردان                                 |
| ۱۹۸۰    | Underground U.S.A.                                           | جک اسمیت            |                                                           |
| ۱۹۸۰    | متخلفین                                                      | مارمولک             |                                                           |
| ۱۹۸۰    | تعطیلات همیشگی                                               | نوازندهٔ ساکسیفون    | همچنین آهنگساز                                            |
| ۱۹۸۱    | Downtown 81                                                  | خودش                |                                                           |
| ۱۹۸۱    | متروسواران                                                   | نوازندهٔ ساکسیفون    | همچنین آهنگساز                                            |
| ۱۹۸۳    | تنوع                                                         | —                   | آهنگساز                                                   |
| ۱۹۸۴    | عجیب‌تر از بهشت                                               | ویلی                | همچنین آهنگساز                                            |
| ۱۹۸۴    | پاریس، تگزاس                                                 | اسلاتر              |                                                           |
| ۱۹۸۵    | ناامیدانه در جستجوی سوزان                                    | همسایهٔ ساکسیفون‌نواز |                                                           |
| ۱۹۸۶    | مغلوب قانون                                                  | جک                  | همچنین آهنگساز                                            |
| ۱۹۸۸    | آخرین وسوسه مسیح (فیلم)                                      | یعقوب پسر زبدی      |                                                           |
| ۱۹۸۸    | Il piccolo diavolo                                           | Cusatelli           | English title: The Little Devil                           |
| ۱۹۸۹    | قطار مرموز                                                   | —                   | آهنگساز                                                   |
| ۱۹۹۰    | از ته دل وحشی                                                | اسپارکی             |                                                           |
| ۱۹۹۱    | ماهی‌گیری با جان                                              | خودش                | همچنین سازنده، کارگردان و آهنگساز                         |
| ۱۹۹۱    | آن را برای خود نگه دار                                       | —                   | فیلم کوتاه؛ آهنگساز                                       |
| ۱۹۹۲    | جان لوری و مارمولک‌های سالن در سال ۱۹۹۱ در برلین زندگی می‌کنند | خودش                | مستند                                                     |
| ۱۹۹۳    | آخر شب با کونان اوبراین                                      | —                   | آهنگساز عنوان                                             |
| ۱۹۹۵    | کوتوله را بگیرید                                             | —                   | آهنگساز                                                   |
| ۱۹۹۵    | Blue in the Face                                             | —                   | آهنگساز                                                   |
| ۱۹۹۶    | فقط شانس شما                                                 | کوکر                |                                                           |
| ۱۹۹۶    | Manny & Lo                                                   | —                   | آهنگساز                                                   |
| ۱۹۹۷    | بار اضافه                                                    | —                   | آهنگساز                                                   |
| ۱۹۹۸    | هتل جدید رز                                                  | مرد متمایز          |                                                           |
| ۱۹۹۸    | لولو روی پل                                                  | —                   | آهنگساز                                                   |
| ۱۹۹۸    | Clay Pigeons                                                 | —                   | آهنگساز                                                   |
| ۲۰۰۰    | Sleepwalk                                                    | فرانک               |                                                           |
| ۲۰۰۰    | باب‌اسفنجی شلوارمکعبی                                         | خودش                | فیلم بایگانی از ماهیگیری با جان (Spongebob Episode Hooky) |
| ۲۰۰۰    | کارخانه حیوانات                                              | —                   | آهنگساز                                                   |
| ۲۰۰۱–۰۳ | Oz                                                           | گرگ آندرز           | قسمت ۱۲                                                   |
| ۲۰۰۴    | Tortured by Joy                                              | راوی                | فیلم کوتاه                                                |
| ۲۰۰۵    | Face Addict                                                  | —                   | آهنگساز                                                   |
| ۲۰۱۰–۱۱ | Mobsters                                                     | راوی                |                                                           |

## دیسکوگرافی

### جان لوری
- ارکستر ملی جان لوری، اختراع حیوانات، ۲۰۱۴[۲۱]
- ارکستر ملی جان لوری: مردانی با چوب (دیسک‌های خرد شده / ساخته شده برای اندازه‌گیری، ۱۹۹۳)
- The Legendary Marvin Pontiac: Greatest Hits (موسیقی عجیب و زیبا، ۱۹۹۹)
- ماروین پونتیاک: نوارهای پناهندگی (موسیقی عجیب و زیبا، ۲۰۱۷)[۲۲]

### مارمولک‌های سالن
- مارمولک‌های سالن (نسخه‌های EG / Polydor، ۱۹۸۱)
- زندگی از قایق مست (اروپا، ۱۹۸۳)
- اجرای زنده: ۱۹۷۹–۱۹۸۱ (ROIR، ۱۹۸۵)
- قلب بزرگ: زندگی در توکیو (جزیره، ۱۹۸۶)
- بدون درد برای کیک‌ها (جزیره، ۱۹۸۶)
- صدای چانک (VeraBra، ۱۹۸۸)
- اجرای زنده در برلین، جلد اول (VeraBra، ۱۹۹۲)
- اجرای زنده در برلین، جلد دو (VeraBra، ۱۹۹۳)
- ملکه همه گوش‌ها (موسیقی عجیب و زیبا، ۱۹۹۸)

### موسیقی متن
- عجیب‌تر از بهشت و معاد آلبرت آیلر (Crammed Discs/Made to Measure، ۱۹۸۶)
- مغلوب قانون و تنوع (Crammed Discs/Made to Measure، ۱۹۸۷)
- قطار مرموز (میلان / RCA، ۱۹۸۹)
- روزهایی با ژاک (سونی ریکوردز، ۱۹۹۴)
- کوتوله را بگیرید (Verve، ۱۹۹۵)
- بار اضافه (Prophecy، ۱۹۹۷)
- ماهیگیری با جان (ضبط شده در ۱۹۹۱؛ موسیقی عجیب و زیبا، ۱۹۹۸)
- شنای آفریقایی و مانی و لو (موسیقی عجیب و زیبا، ۱۹۹۹)